# Andreas Caspari
Andreas Caspari, magyaros írásmóddal Caspari András (?–1779) evangélikus lelkész Felsőbajomban. 
Monográfiát írt a báznai égő forrásokról, amit azonban életében nem adtak ki. 1791-ben megjelent egy ismertetés a Siebenbürgische Quartalschrift című folyóiratban Etwas über das Schwefelbad bei Basen unweit Mediasch, oder das sogenannte brennende Wasser címen (1791. II. 207.) A teljes műből a 20. század elején jelentek meg részletek különböző kiadványokban.